# Alexandra Chando
Alexandra Nicole Chando (* 28. Juli 1986 in Pennsylvania) ist eine US-amerikanische Schauspielerin.

## Leben
Sie ist die Tochter von Rebecca und Steve Chando und hat zwei ältere Brüder.
Alexandra Chando debütierte in einer größeren Rolle in der Fernsehkomödie House Blend aus dem Jahr 2002. Von 2005 bis 2007 trat sie in mehr als 300 Folgen der Fernsehserie As the World Turns auf. Diese Rolle brachte ihr 2007 eine Nominierung für den Daytime Emmy.
Chando teilt ihre Wohnung mit den Schauspielkolleginnen Mandy Bruno und Marcy Rylan. Sie studiert Schauspielkunst auf dem Manhattan College. Chando verbringt ihre Freizeit mit Yoga-Übungen und mit dem Singen.

## Filmografie (Auswahl)
- 2002: House Blend (Fernsehfilm)
- 2005–2010: Jung und Leidenschaftlich – Wie das Leben so spielt (As the World Turns, Fernsehserie, 308 Episoden)
- 2006: True Life (Fernsehsendung, Episode 8x11)
- 2011: The Bleeding House
- 2011–2013: The Lying Game (Fernsehserie, 30 Folgen)
- 2013: Construction
- 2014: Castle (Fernsehserie, Episode 6x13)
- 2017: Vampire Diaries (The Vampire Diaries, Fernsehserie, Episode 8x08)
- 2017: Hawaii Five-0 (Fernsehserie, Episode 8x09)
- 2017: Wisdom of the Crowd (Fernsehserie, Episode 1x11)
- 2018: The Neighborhood (Fernsehserie, Episode 1x09)
- 2019: Sneaky Pete (Fernsehserie, 3 Folgen)
- 2019: The Baby Proposal
- 2021: Construction